# Alberto Soto Maldonado
Alberto Soto Maldonado (Málaga, 17 de marzo de 2001) es un futbolista español que juega como centrocampista. Actualmente juega en el Marbella F.C de la Primera Federación.

## Trayectoria
Alberto es natural de Málaga y es un jugador formado en las categorías inferiores del Málaga CF hasta edad infantil, ya que en 2016 formaría parte del Club Deportivo 26 de Febrero de la División de Honor Andaluza Cadete.
En la temporada 2018-19, ingresa en el Club Atlético de Madrid para jugar durante dos temporadas en su equipo juvenil. El 8 de septiembre de 2020, tras acabar su etapa de juvenil, Alberto sería cedido por el Club Atlético de Madrid "B" al Club de Fútbol La Nucía de la Segunda División B de España, con el que disputó 11 partidos en la temporada 2020-21.
El 22 de junio de 2021, se confirmó su fichaje por el Atlético Ottawa de la Canadian Premier League, en calidad de cedido por el Club Atlético de Madrid, donde jugó 19 partidos en los que anotó dos goles.
El 1 de diciembre de 2021, tras acabar la cesión, regresa al Club Atlético de Madrid "B" de la Segunda División RFEF.
El 4 de agsto de 2023, pasa a formar parte del Marbella Fútbol Club.

## Selección nacional
El 30 de julio de 2019, hace su debut con la Selección de fútbol sub-20 de España, en un encuentro frente a Rusia.

## Clubes
| Club                             | País     | Año       |
| -------------------------------- | -------- | --------- |
| Club Atlético de Madrid "B"      | España   | 2020-Act. |
| Club de Fútbol La Nucía (cedido) | España   | 2020-2021 |
| Atlético Ottawa (cedido)         | Canadá   | 2021      |
| Vitória Guimarães SC B           | Portugal | 2022-2023 |
| Marbella F.C.                    | España   | 2023-Act. |